# Ampedus balcanicus
Ampedus balcanicus е вид бръмбар от семейство Полски ковачи (Elateridae).

## Разпространение
Видът е разпространен в Босна и Херцеговина.